# Души в клетках
«Души в клетках» (англ. The Soul Cages) — сказка, написанная Томасом Кейтли, первоначально опубликованная как старинная народная ирландская легенда в сборнике Т. Крофтона Крокера «Сказочные легенды и традиции юга Ирландии» (1825—1828 гг.). На иллюстрации в сборнике был изображён самец мерроу (водяной в ирландском фольклоре), приглашающий местного рыбака в свой подводный дом, в котором тот обнаруживает души погибших моряков в клетках.

## Сюжет
Сюжет истории разворачивается в заливе Дунбег, графство Клэр. Джек Догерти — рыбак, который также собирает всё полезное, что находит на побережье. Он долго мечтал встретить мерроу, ведь его отец и дед видели их и рассказывали о встречах. Однажды он замечает самца мерроу у одной из скал, а затем устанавливает, что может регулярно наблюдать за существом в ветреные дни. В один из таких дней, скрываясь в пещере от непогоды, он сталкивается с водяным лицом к лицу, который представился как Кумара (что означает «морской волк»). У него были зелёные волосы и зубы, красный нос, чешуйчатые ноги, рыбий хвост и короткие, похожие на плавники руки, также на нём была надета треуголка. Джек и Кумара, нисколько не опасаясь друг друга, завели разговор о спиртном, а также о том, как они оба собирали бутылки с кораблекрушений.
Кумара назначил встречу через неделю и прибыл уже с двумя треуголками. Вторая предназначалась для Джека, поскольку она давала владельцу возможность погружаться в океан, ведь Кумара хотел пригласить Джека в свой подводный дом. Водяной отдал рыбаку головной убор и предложил после погружения держать его за рыбий хвост, пока тот не доставит его до своего дома. Водяной развлекал гостя в своей хижине, которая оказалась неожиданно сухой внутри, там даже горел огонь в камине, хотя общая обстановка была довольно грубой. Еда из морепродуктов была великолепна, и они наслаждались прекрасной коллекцией спиртных напитков Кумары. Затем Джек увидел клетки, в которые обычно ловят омаров. В них, как объяснил Кумара, находились души утонувших моряков. Кумара не собирался причинять душам вреда и считал, что спас их из холодной воды, поместив в сухое место. Но Джеку это очень не понравилось, он решил каким-то образом освободить души.
В следующий раз Джек бросил камень в море в определённом месте с берега, поскольку это был условленный для встречи сигнал. Рыбак задумал пригласить Кумару теперь уже к себе в гости. Для этого Джек уговорил свою жену Бидди покинуть дом и отправиться посетить источник Святого Иоанна. Джек хотел предложить свою выпивку и планировал крепко напоить водяного, а сам ускользнуть с одной из треуголок и отправиться спасать души. В первый день у него ничего не получилось, потому что сам Джек сильно напился, забыв, что у него не было «прохладной морской воды над головой», чтобы смягчить воздействие алкоголя. На следующий день он предложил водяному самый крепкий напиток, полученный им от зятя, а свою долю хорошенько разбавил. На этот раз Джеку удалось освободить несколько душ, но его жена вернулась, пока Джек медленно плыл к поверхности, и застала Кумару в доме. Джеку пришлось рассказать жене свою историю и он был прощён за доброе дело.
Тем не менее, Кумара как будто бы и не заметил пропажи нескольких душ. После этого они с Джеком встречались ещё много раз, а Джек продолжал выпускать души. Но однажды водяной не ответил на бросок камня в воду. Больше Джек его не видел.

## Подлинность
Кейтли был одним из собирателей сказок для сборника Крокера, но его заслуги не получали должного внимания. Впоследствии Кейтли переиздал «Души в клетках» в своей работе «Сказочная мифология» (1828 г.), а в более позднем издании признал, что это произведение не подлинная легенда, а придуманная им самим сказка, основанной на немецкой легенде «Крестьянин и водяной». Немецкая сказка была одной из сказок братьев Гримм, № 52, «Der Wassermann und der Bauer» её перевод был выполнен Крокером и Кейтли.
Хотя некоторые фольклористы описывают эпизод как некий «розыгрыш» Кейтли против Крокера и братьев Гримм, в письме, которое Кейтли написал Вильгельму Гримму (от 1 января 1829 г.), он утверждал, что эта история была выдумана Крокером. Идея, и опубликованная сказка не остались полностью неизменными в том виде, в каком их написал Кейтли, Крокер внёс определённые изменения.
Вопрос о подлинности истории осложняется ещё и таким фактом: Кейтли впоследствии утверждал, что всё же нашёл исконные источники на побережьях Корка и Уиклоу, некоторые старожилы знали легенду точно так же, как её описал Кейтли, за исключением того, что души хранились «в таких сосудах, как цветочные горшки» (а не горшки для омаров). Один учёный, считавший, что признание Кейтли произошло ещё в 1878 году, считал это «творением» Кейтли, которое за прошедшие годы распространилось среди населения в качестве некого «возвращения в устную традицию». Тем не менее в письме 1829 года Кейтли объясняет, что он «встречался с двумя людьми в разных частях Ирландии, которые были хорошо знакомы с легендой с детства», подразумевая, что сказка существовала за много лет до того, как Кейтли «выдумал» её.
Кейтли поместил сюжет сказки на побережье Дунбег, графство Клэр. Томас Джонсон Вестропп, который собирал народные поверья о мерроу в графстве Клэр, не смог найти примеры этой сказки рядом с местом действия сказки, ни в Дунбеге, ни в Килки, но он, судя по всему, считал историю подлинной, несмотря на оговорки.

## Позднее влияние
Таким образом, хотя эта сказка с высокой долей вероятности является образчиком фейклора, с подачи американского фольклориста Ричарда Дорсона, она, тем не менее, стала считаться подлинной, и была включена в ряд сборников сказок даже после признания Кейтли, в том числе в сборник У. Б. Йейтса, «Сказки и народные предания ирландских крестьян» (1888 г.), где Йейтс, очевидно, принял подлинность сказки на веру, заключив, что это «должна быть сказка, ограниченная небольшой территорией, поскольку он никогда не сталкивался с подобными преданиями». Кевин Кроссли-Холланд также отметил сказку как подлинную, хотя знал об уловке Кейтли.
«Души в клетках», возможно, послужили основой для сказки Оскара Уайльда «Рыбак и его душа», по крайней мере, так это утверждал литературный критик Ричард Пайн
Музыкант Стинг выпустил свой альбом The Soul Cages в 1991 году. Альбом был попыткой Стинга разобраться со смертью своего отца и отсылает к его детству в Ньюкасл-апон-Тайне. Заглавная песня The Soul Cages включает слова: «Он - царь девятого мира, Сумасшедший сын колоколов, в которые звонят в тумане, В каждой клетке для омаров Измученная человеческая душа».